# Harald Pühl
Harald Pühl (* 1947) ist ein deutscher graduierter Sozialpädagoge, Diplom-Psychologe, Supervisor, Mediator, Organisationsberater und Fachbuchautor.

## Leben und Wirken
Pühl lernte zunächst Bankkaufmann und studierte später Sozialarbeit, Soziologie und Psychologie. Er absolvierte Weiterbildungen zum Supervisor, Organisationsberater und zum Mediator und promovierte an der Freien Universität Berlin mit einer Arbeit über Angst in Gruppen und Institutionen.
Heute arbeitet er als Berater und Coach in Berlin und ist Herausgeber einschlägiger Texte zur Supervision und Mediation.

## Monographien
- mit Gabriele Conrad: Team-Supervision. Gruppenkonflikte erkennen und lösen Berlin 1983. ISBN 3-7864-0766-5.
- Angst in Gruppen und Institutionen.Gießen: Psychosozial-Verlag 2017
- Team-Supervision. Von der Subversion zur Institutionsanalyse, Göttingen 1998, ISBN 3-525-45823-1.
- Konflikt-Klärung in Teams und Organisationen, Berlin 2010, ISBN 978-3-934391-49-9.
- OrganisationsMediation – Grundlagen und Anwendungen gelungenen Konfliktmanagements, Gießen: Psychosozial-Verlag 2018